# Вулиця Байрона
Ву́лиця Ба́йрона — вулиця в Подільському районі міста Києва, місцевість Куренівка. Пролягає від Сирецької вулиці до кінця забудови.

## Історія
Вулиця виникла у середині XX століття під назвою 713-та Нова. Носила назву на честь російського поета, декабриста Олександра Одоєвського — з 1953 року.
Сучасна назва на честь англійського поета Джорджа Байрона — з 2022 року